# US Open 2002 (tennis)
De 122e editie van het Amerikaanse grandslamtoernooi, het US Open 2002, werd gehouden van 26 augustus tot en met 8 september 2002. Voor de vrouwen was het de 116e editie. Het toernooi werd gespeeld op het terrein van het USTA Billie Jean King National Tennis Center, gelegen in Flushing Meadows in het stadsdeel Queens in New York.

## Enkelspel

### Mannen
De als zeventiende geplaatste Pete Sampras won het toernooi voor de vijfde maal door in de finale zijn landgenoot Andre Agassi met 6-3, 6-4, 5-7 en 6-4 te verslaan. De laatste keer dat hij het US Open won, was in 1996.

#### Belgen
Belgische deelnemers waren: Xavier Malisse (derde ronde), Dick Norman (tweede ronde) en Olivier Rochus (eerste ronde).

#### Nederlanders
Sjeng Schalken bereikte het beste resultaat in zijn grandslamcarrière door met een 3-2-overwinning op Fernando González de halve finale te bereiken. Daarin werd hij met 3-0 door Sampras uitgeschakeld.
Overige Nederlandse deelnemers waren: Edwin Kempes (eerste ronde), Richard Krajicek (eerste ronde), John van Lottum (tweede ronde), Raemon Sluiter (tweede ronde) en Martin Verkerk (eerste ronde).

### Vrouwen
De als eerste geplaatste Amerikaanse Serena Williams won het toernooi voor de tweede keer door in de finale haar als tweede geplaatste zus Venus Williams met 6-4 en 6-3 te verslaan.

#### Belgen
Belgische deelneemsters waren: Els Callens (tweede ronde), Kim Clijsters (vierde ronde) en Justine Henin (vierde ronde).

#### Nederlanders
De enige Nederlandse deelneemster was Miriam Oremans (eerste ronde).

## Dubbelspel
Mannen dubbelspel

Finale: Mahesh Bhupathi (India) en Maks Mirni (Wit-Rusland) wonnen van Jiří Novák (Tsjechië) en Radek Štěpánek (Tsjechië) met 6-3, 3-6, 6-4
Vrouwen dubbelspel

Finale: Virginia Ruano Pascual (Spanje) en Paola Suárez (Argentinië) wonnen van Jelena Dementjeva (Rusland) en Janette Husárová (Slowakije) met 6-2, 6-1
Gemengd dubbelspel

Finale: Lisa Raymond (VS) en Mike Bryan (VS) wonnen van Katarina Srebotnik (Slovenië) en Bob Bryan (VS) met 7-6, 7-6

## Junioren
Meisjes enkelspel

Finale: Maria Kirilenko (Rusland) won van Barbora Strýcová (Tsjechië) met 6-4, 6-4
Meisjes dubbelspel

Finale: Elke Clijsters (België) en Kirsten Flipkens (België) wonnen van Shadisha Robinson (VS) en Tory Zawacki (VS) met 6-1, 6-3
Jongens enkelspel

Finale: Richard Gasquet (Frankrijk) won van Marcos Baghdatis (Cyprus) met 7-5, 6-2
Jongens dubbelspel

Finale: Michel Koning (Nederland) en Bas van der Valk (Nederland) wonnen van Brian Baker (VS) en Chris Guccione (Australië) met 6-4, 6-4
1881 · 1882 · 1883 · 1884 · 1885 · 1886 · 1887 · 1888 · 1889 · 1890 · 1891 · 1892 · 1893 · 1894 · 1895 · 1896 · 1897 · 1898 · 1899 · 1900 · 1901 · 1902 · 1903 · 1904 · 1905 · 1906 · 1907 · 1908 · 1909 · 1910 · 1911 · 1912 · 1913 · 1914 · 1915 · 1916 · 1917 · 1918 · 1919 · 1920 · 1921 · 1922 · 1923 · 1924 · 1925 · 1926 · 1927 · 1928 · 1929 · 1930 · 1931 · 1932 · 1933 · 1934 · 1935 · 1936 · 1937 · 1938 · 1939 · 1940 · 1941 · 1942 · 1943 · 1944 · 1945 · 1946 · 1947 · 1948 · 1949 · 1950 · 1951 · 1952 · 1953 · 1954 · 1955 · 1956 · 1957 · 1958 · 1959 · 1960 · 1961 · 1962 · 1963 · 1964 · 1965 · 1966 · 1967
↓ open tijdperk ↓
1968 (m-v-md-vd-gd) ·
1969 (m-v-md-vd-gd) ·
1970 (m-v-md-vd-gd) ·
1971 (m-v-md-vd-gd) ·
1972 (m-v-md-vd-gd) ·
1973 (m-v-md-vd-gd) ·
1974 (m-v-md-vd-gd) ·
1975 (m-v-md-vd-gd) ·
1976 (m-v-md-vd-gd) ·
1977 (m-v-md-vd-gd) ·
1978 (m-v-md-vd-gd) ·
1979 (m-v-md-vd-gd) ·
1980 (m-v-md-vd-gd) ·
1981 (m-v-md-vd-gd) ·
1982 (m-v-md-vd-gd) ·
1983 (m-v-md-vd-gd) ·
1984 (m-v-md-vd-gd) ·
1985 (m-v-md-vd-gd) ·
1986 (m-v-md-vd-gd) ·
1987 (m-v-md-vd-gd) ·
1988 (m-v-md-vd-gd) ·
1989 (m-v-md-vd-gd) ·
1990 (m-v-md-vd-gd) ·
1991 (m-v-md-vd-gd) ·
1992 (m-v-md-vd-gd) ·
1993 (m-v-md-vd-gd) ·
1994 (m-v-md-vd-gd) ·
1995 (m-v-md-vd-gd) ·
1996 (m-v-md-vd-gd) ·
1997 (m-v-md-vd-gd) ·
1998 (m-v-md-vd-gd) ·
1999 (m-v-md-vd-gd) ·
2000 (m-v-md-vd-gd) ·
2001 (m-v-md-vd-gd) ·
2002 (m-v-md-vd-gd) ·
2003 (m-v-md-vd-gd) ·
2004 (m-v-md-vd-gd) ·
2005 (m-v-md-vd-gd) ·
2006 (m-v-md-vd-gd) ·
2007 (m-v-md-vd-gd) ·
2008 (m-v-md-vd-gd) ·
2009 (m-v-md-vd-gd) ·
2010 (m-v-md-vd-gd) ·
2011 (m-v-md-vd-gd) ·
2012 (m-v-md-vd-gd) ·
2013 (m-v-md-vd-gd) ·
2014 (m-v-md-vd-gd) ·
2015 (m-v-md-vd-gd) ·
2016 (m-v-md-vd-gd) ·
2017 (m-v-md-vd-gd) ·
2018 (m-v-md-vd-gd) ·
2019 (m-v-md-vd-gd) ·
2020 (m-v-md-vd) ·
2021 (m-v-md-vd-gd) ·
2022 (m-v-md-vd-gd) ·
2023 (m-v-md-vd-gd)  ·
2024 (m-v-md-vd-gd)
Lijst van US Openwinnaars